# Référendums de 2020 en Utah
Sept référendums ont lieu en Utah le 3 novembre 2020.